# M'Nabha
M'Nabha  (in arabo المنابهة‎?) è un centro abitato e comune rurale del Marocco situato nella prefettura di Marrakech, regione di Marrakech-Safi. Conta una popolazione di 12 893 abitanti (censimento 2014).